# IC 4161
IC 4161 је лентикуларна галаксија у сазвјежђу Ловачки пси која се налази на листи објеката дубоког неба у Индекс каталогу.
Деклинација објекта је + 39° 58' 39" а ректасцензија 13h 4m 35,2s. Привидна величина (магнитуда) објекта IC 4161 износи 15,0 а фотографска магнитуда 16,0.